# František Tomášek
František Tomášek (Studénka, 30 juni 1899 - Praag, 4 augustus 1992) was een Tsjechoslowaaks geestelijke en kardinaal van de Rooms-Katholieke Kerk.
Tomášek bezocht het gymnasium van Olomouc en was dienstplichtig militair tijdens de Eerste Wereldoorlog. Hierna studeerde hij aan het grootseminarie van Olomouc. Hij werd op 5 juli 1922 priester gewijd en werkte daarna in de zielzorg en als docent aan het seminarie.
Paus Pius XII benoemde hem in 1949 tot titulair bisschop van Buto en tot aartsbisschop-coadjutor van Olomouc. Zijn wijding werd geheim gehouden vanwege de godsdienstvervolging door de communisten. Hij deed pastoraal werk, tot hij in 1951 werd gevangengenomen en in een werkkamp werd opgesloten. Hieruit kwam hij in 1954 vrij. Hij zette zijn werkzaamheden in het aartsbisdom voort. Bisschop Tomášek nam deel aan het Tweede Vaticaans Concilie. In 1965 werd hij apostolisch administrator van Praag. Gezien de politieke verhoudingen was een benoeming tot volwaardig aartsbisschop pas mogelijk in 1977. Om diezelfde reden creëerde paus Paulus VI hem in pectore kardinaal tijdens het consistorie van 24 mei 1976 en ontving hij pas zijn rode hoed en zijn titelkerk (de Santi Vitale, Gervasio e Protasio) tijdens het consistorie van 29 juni 1977. Kardinaal Tomášek kon - die de tachtig naderde - deelnemen aan het conclaaf van augustus 1978 en aan dat van oktober 1978, waarbij respectievelijk de pausen Johannes Paulus I en II werden gekozen.
Kardinaal Tomášek steunde de studenten en de vreedzame demonstraties van de Fluwelen Revolutie in 1989. In 1991 ging hij met emeritaat. Hij overleed een jaar later en werd begraven in de kathedraal van Praag.
- Gemeinsame Normdatei: 119180359
- International Standard Name Identifier: 0000 0001 0979 6242
- Library of Congress Control Number: nr95044840
- Nationale Bibliotheek van Tsjechië: jk01132662
- Nederlandse Thesaurus van Auteursnamen: 173856454
- Istituto Centrale per il Catalogo Unico: LIGV062946
- Virtual International Authority File: 62352697
- WorldCat: E39PBJqqyc76KQjrMjbYtq3JDq